# Mühlbach (Fichtenberger Rot)
Der Mühlbach ist ein Bach im Mainhardter Wald im nördlichen Baden-Württemberg von 4,9 km Länge, der bei der Unteren Kornberger Sägmühle der Gemeinde Oberrot im Landkreis Schwäbisch Hall von rechts in die Fichtenberger Rot mündet.

## Geographie

### Quelle und Verlauf
Der Mühlbach entfließt etwa 450 m südwestlich der Ortsmitte von Grab auf etwa 491 m ü. NN unter dem Namen Götzenbrunnenbächle einem kleinen Teich in der Mehlmahd. Er zieht von hier die ersten hundert Meter seines erst lange östlichen Laufes durch einen kleinen nördlichen Waldzipfel nach Osten. Danach verlässt er den Wald und fließt dann fast einen Kilometer lang durch eine fast gehölzfreie Wiesenflur in derselben Richtung weiter, zwischen den Gewannen Heide im Norden und Einschlag im Süden. Am Waldeintritt des Sträßchens zwischen Morbach im Süden und Schönbronn im Norden erreicht er den Südrand des Waldgewanns Schweinetanne, biegt dann nach Nordosten und gräbt sich eine Waldklinge.
Nach weiteren etwa 0,6 km erreicht ihn dann in der östlichen Schweinetanne von links und auf 429,6 m ü. NN der Schweinetannbach, worauf er zum Aschenbach wird und in der Richtung seines Zuflusses in seinem Waldtal etwa einen Kilometer nach Südosten weiterzieht. Danach tritt er aus dem Wald in die freie Aue über und von rechts erreicht ihn auf 402,4 m ü. NN der Morbach. Gleich darauf zweigt links der etwa 0,2 km lange Mühlkanal zur Marhördter Mühle ab, der noch bevor er diese erreicht zwei Teiche von zusammen etwa 0,1 ha speist. Ab hier heißt er Mühlbach.
Nach Passieren der Mühle und weiteren etwa 0,3 km Laufs quert ihn von links die K 2674 aus Richtung Marhördt, die ihn im restlichen Verlauf bis zu seiner Mündung nah begleitet. Auf 383 m ü. NN mündet nach nochmals etwa ebenso viel Fließstrecke von rechts der 1,9 km lange Heidenbach, anschließend reichen auf einem kurzen Stück die Waldhänge zu beiden Seiten noch einmal herunter bis ans Ufer. Nach der Wiederöffnung der Aue zweigt links der 0,3 km lange Mühlkanal zur Marhördter Sägmühle ab und ein 0,7 km langer Klingenzufluss durch die Bronnklinge von Konhalden herab mündet noch vor dieser von rechts in den Bach selbst.
Der Mühlbach fließt nach der Marhördter Sägmühle zwischen der fast anschließenden Unteren Kornberger Sägmühle und Badhaus hindurch und mündet dann auf 367,9 m ü. NN nach 4,9 km Lauf von rechts in die Fichtenberger Rot.

### Zuflüsse
Liste der Quelläste und Zuflüsse auch höherer Ordnung, jeweils eingerückt unter dem übergeordneten Gewässer, ebenso die durchflossenen  Seen. Aufreihung von der Quelle zur Mündung. Erhoben aus LUBW-FG10/LUBW-SG10 und TK25. Wo möglich und sinnvoll mit Namen, Mündungsseite, Mündungsort und Länge. Gewässerverläufe, -längen und -flächen bevorzugt nach LUBW, Namen bevorzugt nach TK25. Längen auf volle hundert Meter, Flächen auf Zehntelshektar gerundet. Kursivierte Gewässernamen stehen als Eigennamen in einer der benutzten Quellen, ansonsten steht ersatzweise eine beschreibende Bezeichnung, von der dann nur die kursivierten Anteile (Talnamen, Bergnamen, Gewannnamen usw.) Eigennamen aus den Quellen sind.
Offizieller Ursprung des Mühlbachs nach LUBW-FG10 ist der des Götzenbrunnenbächles
- Götzenbrunnenbächle, rechter Quellast, ca. 1,6 km. Entsteht ca. 400 m südöstlich der Ortsmitte von Grab am Waldrand als Ausfluss eines  unter 0,1 ha großen Teichs in der Mehlmahd.
- Schweintannebach, linker Quellast, 1,0 km. Ab dem Zusammenfluss heißt der Bach zunächst für die nächsten ca. 1,0 km Aschenbach.
  - (Zufluss vom Nordrand des Beckenwäldles), von links in der Schweinetanne, ca. 0,3 km.
  - (Zufluss vom Golfplatz her), von links in der Schweinetanne, ca. 0,4 km.
- Morbach, von rechts westlich der Marhördter Mühle, 1,9 km. Entsteht wenig südlich von Morbach. Ab hier trägt der Bach den Namen Mühlbach.
  - (Zufluss vom Hang des Butzbergs), von rechts an der K 1809 Morbach–Marbächle, 0,1 km.
  - (Zufluss vom Baier herab), von rechts, 0,4 km.
  - Baierbächle, von rechts auf 432,4 m ü. NN,[5] 0,7 km.
    - (Zufluss vom östlichen Waldrand der Reute), von rechts, 0,5 km.

  - (Zufluss vom Rand von Platte), von links, 0,2 km.
  - (Mühlkanal vom Heidenbach her), von rechts wenige Schritt vor dem Zusammenfluss von Morbach und Aschenbach, 1,3 km. Nur nach LUBW-FG10, die TK25 kennt diesen Kanal nicht.
    - (Zufluss durch die Wolfsklinge die Morbachhalde herunter), von rechts 0,1 km vor der Kanalmündung in den Morbach, 0,2 km. Die TK25 lässt ihn seine letzten 0,1 von dort 0,3 km über den auf LUBW-FG10 gemeinsamen Abschnitt des bei ihr ansonsten fehlenden Kanals in den Morbach münden.
- (Abgang eines Kanals), nach links zur Marhördter Mühle, Gemeinde Oberrot, ca. 0,2 km, der nacheinander  zwei Teiche durchquert von zusammen etwa 0,1 ha. Kein offensichtlicher Rückfluss.
- (Zufluss aus Richtung Marhördt), von links im Bereich der Marhördter Mühle oder kurz danach, wenigstens 0,7 km. Der Wasserlauf entsteht als Ausfluss eines  Teichs in Marhördt von unter 0,1 ha Größe.[6]
- Heidenbach durch die Heidenklinge, im Oberlauf auf und am Gemeindegebiet von Großerlach Forchenbächle, von rechts an der Abzweigung nach Marbächle von der Talstraße K 2674 auf 383 m ü. NN,[5] 2,3 km. Entsteht auf der östlichen Mannenweiler Hochfläche.
  - Durchfließt gleich einen unter 0,1 ha großen  Teich an der Grenze der Hochfläche zum Hangwald.
  - Forchenbächle, von rechts in Richtung der Talachse unterhalb, 0,3 km. Der vereinte Bach heißt zunächst ebenfalls Forchenbächle.
  - (Abgang eines Mühlkanals) – jedoch nur nach LUBW-FG10 –, nach links auf knapp 430 m ü. NN[1], 1,3 km Länge. Der Kanal läuft mit anfänglich geringem Gefälle am linken Heidenbachhang, biegt dann um dessen Mündungssporn herum und fließt danach entgegen der Mühlbach-Richtung bis zum letzten rechten Zufluss des Morbachs, den er auf knapp 410 m ü. NN[1] aufnimmt, um danach in den Morbach zu münden. Siehe auch dort. Die TK25 zeigt diesen Kanallauf nicht.
- Durchfließt einen Teich, unter 0,1 ha.
- Abgang des Mühlkanals zur Marhördter Sägmühle, nach links, 0,3 km.
- (Bach aus der Bronnklinge), von rechts kurz vor der Marhördter Sägmühle gegenüber von deren Mühlkanal in den Mühlbach selbst, 0,8 km.

Mündung des Mühlbachs nach insgesamt 4,9 km Laufs – ab dem Zusammenfluss der Oberläufe Aschenbach und Morbach an gerechnet sind es nur ca. 2,1 km – und auf 367,9 m ü. NN an der Unteren Kornberger Sägmühle der Gemeinde Oberrot von rechts in die Rot.
Auf dem Marhördter Golfplatz liegt ein halbes Dutzend Teiche von fast 1 ha Gesamtfläche mit auf den Kartenquellen teilweise plausibler, doch nicht offensichtlicher Abflussrichtung.

### Einzugsgebiet
Der Mühlbach hat ein Einzugsgebiet von 8,2 km² Größe. Die Westspitze davon liegt am südwestlichen Ortsrand von Grab. Die Grenze zieht von hier ungefähr auf der Trasse der Sulzbacher Straße durchs Dorf nach Nordosten und weiter bis etwas südlich von Schönbronn; jenseits entwässert hier der Schöntaler Bach zur Fichtenberger Rot. Von dort zieht die Grenze auf der Trasse der Alten Straße ostnordöstlich fort bis in den Dicken Wald; hier konkurriert im Norden erst der kurze Rot-Zufluss Katzenbach, dann vor allem die nahe Rot selbst. Im Dicken Wald knickt die Wasserscheide nach Südost und zieht dann, nordöstlich an Marhördt vorbei, durch den Weiler Ofenberg und über den gleichnamigen Bergsporn hinunter und durchs Gelände der Unteren Kornberger Sägmühle zur Mündung in die Rot; auch auf diesem Abschnitt ist die nahe Rot selbst – nach ihrem Südknick bei Wielandsweiler – der unmittelbare Konkurrent.
Von der Mündung zieht die Einzugsgebietsgrenze südwestlich durch Badhaus und dann die östliche Konhalden hinauf, auf der ersten Geländestufe dahinter außen am gleichnamigen Weiler vorbei und anschließend den Sporn des Buhl hoch. Oben hält sie sich an das Waldsträßchen von Konhalden in Richtung Wolfenbrück und erklimmt dann einen kleinen Höcker in der Buchreute unmittelbar nördlich des Wolfenbrücker Steinbühls; hier fließen jenseits erst ein kurzer Hangbach südöstlich von Badhaus und dann der lange Maßlesbach zur Rot, im Oberlauf Heiligenbach genannt.
Das Gebiet jenseits der Wasserscheide im Süden bis Westen entwässert insgesamt in den zur Murr fließenden Trauzenbach. Auf dem ersten, westlich laufenden Stück der Einzugsbereichsgrenze bis zum Süden der Mannenweiler Liasplatte ist erst der Trauzenbachzufluss Siegelsbach der jenseitige Konkurrent. Dicht südlich des Weilers knickt die Wasserscheide nach Nordwesten, läuft durch den Westen Mannenweilers und scharf im Süden des Schweizerhofs vorbei auf den Hohbühl hinauf und anschließend über den Heidenbuckel weiter bis zum südwestlichen Ortsrand von Grab. Sie berührt dabei bis zum Hohbühl das Einzugsgebiet des Katzenbachs, dahinter bis zum Heidenbuckel des Fröschlochbachs und auf dem letzten Stück das des obersten Trauzenbachs selbst.
Das Einzugsgebiet des Mühlbachs besteht je grob zur Hälfte aus Wald und offener Flur, in der die Grünflur dominiert. Zwischen Schönbronn und Marhördt liegt hierin ein Golfplatz. Kleinere Ackerflächen liegen auf Hochflächen um 480–520 m ü. NN östlich von Grab, um Morbach, Marbächle und Marhördt sowie auf der Liasplatte von Mannenweiler bis fast auf 540 m ü. NN.

### Ortschaften
Der Mühlbach entspringt in der Gemeinde Großerlach (Rems-Murr-Kreis) und mündet in der Gemeinde Oberrot (Landkreis Schwäbisch Hall). Der wenig größere westliche Teil des Einzugsgebiets gehört zu Großerlach, der östliche zu Oberrot.
Größte Ansiedlung im Einzugsgebiet ist der Südostteil des Dorfes Grab; daneben gehören noch die Weiler Mannenweiler und Morbach sowie die Wohnplätze Schweizerhof, Butzbach und Platte zu Großerlach. Zu Oberrot gehören die Weiler Marhördt, Marbächle, Konhalden und der Wohnplatz Ofenberg. Alle bisher genannten liegen auf Hochflächen, am Bachlauf und im Tal dagegen nur die Oberroter Höfe Marhördter Mühle und Untere Kornberger Sägmühle sowie dessen Siedlungsplätze Marhördter Sägmühle und Badhaus.
Grab, die Untere Kornberger Sägmühle, das Badhaus und Mannenweiler liegen auf der Wasserscheide, der Schweizerhof dicht daran. Zur jeweiligen anderen Entwässerungsrichtung siehe unter Einzugsgebiet.

## Geologie
Der Lauf des Mühlbachs und der meisten seiner größeren Zuflüsse beginnt und endet im Mittelkeuper, der Heiligenbach-Oberlauf Forchenbächle entsteht darüber im Lias.
Der südliche Teil des Mühlbach-Einzugsgebietes ist von etlichen geologischen Störungen im System der Neckar-Jagst-Furche durchzogen, die parallel zu dieser Muldenlinie ostnordöstlich, aber auch ostsüdöstlich ziehen. Ihre Tiefscholle liegt jeweils im Süden, weshalb hier durch die tektonische Tieflage auf dem dominierenden Stubensandstein (Löwenstein-Formation) flächenhaft noch Knollenmergel (Trossingen-Formation) und sogar in zwei isolierten Hochflächen um Mannenweiler und südwestlich von Konhalden noch stufenbildende Unterjura-Schichten aufliegen.
Beidseits des Mühlenbach-Tals etwa vom Waldeintritt des obersten Götzenbrunnenbächles an stehen tiefere Schichten des Mittelkeupers an, bis hinunter zum Gipskeuper (Grabfeld-Formation) nahe der Mündung. Links seines südsüdöstlichen Tals ab dem Aschenbach liegt um Marhördt und auf dem Sporn des Ofenbergs eine Verebnungsfläche im Kieselsandstein (Hassberge-Formation), weiter nördlich im Dicken Wald streichen Obere Bunte Mergel (Mainhardt-Formation) großflächig aus. Im Verband verlagerte Rutschmassen kommen unterhalb der Liasflächen und am linken Hang des Tals unterhalb der Marhördter Mühle vor.

## Landschaft und Natur

### Landschaftsbild
Das Einzugsgebiet des Mühlbachs ist etwa zur Hälfte von Wald bestanden, die andere Hälfte ist wenig besiedelte offene Flur, in der das Grasland dominiert. Es wird von den mittleren und unteren Klingentälern der Wasserläufe in Flurinseln auf Hochflächen zerschnitten, die meist nur zum Teil zum Mühlbach entwässern: Im Nordosten liegt auf dem Sporn zwischen Mühlbach- und Rottal die Marhördter Rodungsinsel zwischen Ofenberg und Marhördt; im Nordwesten die Schönbronner, im Westen die Graber und im südwestlichen Bereich die Morbacher Rodungsinsel, die zu einer zusammengewachsen sind; im Süden die kleine Mannenweiler und nordöstlich davon die ähnlich große Marbächler Rodungsinsel sowie weiter östlich diejenige um Konhalden. Der Schweizerhof liegt beim Hohbühl an der Wasserscheide in einem kleinen diesseitigen Schnipsel der Flurinsel um den Murrhardter Gutmachhof.
Diese Hochflächen auf meist über 480 m ü. NN erlauben größtenteils wegen ungeeigneter Böden Ackerbau nur eingeschränkt, anders die Liasfläche um Mannenweiler, die sogar fast 540 m ü. NN erreicht. Den Talrändern zu beginnt meist der Wald, der auch die oberen Täler ausfüllt. Eine offene Aue hat der Mühlbach erst wieder ab der Marhördter Mühle bis zur Mündung des Heidenbachs, der zuletzt auch am Wiesenrand fließt, und anschließend wieder in seiner Mündungsbucht in die Rot.
In der Ostspitze der Schönbronner Flurinsel beginnt ein Golfplatz von 57 ha Größe, der sich von hier südsüdöstlich an Marhördt vorbei bis nach Ofenberg auf der Spitze des Sporns zwischen Mühlbach- und Rottal zieht.

### Schutzgebiete
Tal und Einzugsgebiet des Mühlbachs sind Teil des Naturparks Schwäbisch-Fränkischer Wald. Südwestlich der Straße von Grab nach Morbach gehört ein Randstück des Einzugsgebiets dem Landschaftsschutzgebiet Trauzenbachtal an. Zum Landschaftsschutzgebiet Fichtenberger Rot-, Murr- und Fornsbachtal mit angrenzenden Höhenzügen zählt das Tal des Mühlbachs im engeren Sinne, das untere Tal des Aschenbachs bis halb hinauf zum Zusammenfluss von Götzenbrunnenbächle und Schweintannebach sowie das Talstück des Heidenbachs bachabwärts der Straße Marbächle–Konhalden.
Als Naturdenkmal geschützt sind ein halbes Dutzend Bäume um die Kirche in Grab sowie eine Eiche am Waldaustritt des Götzenbrunnenbächles und eine weitere, die sehr verloren an seinem folgenden gehölzlosen Wiesenabschnitt steht.
Unter Biotopschutz steht an der Alten Straße östlich von Schönbronn ein strukturreicher Waldrand. Die im Wald liegenden Gewässerauen von Götzenbrunnenbächle, Aschenbach, Morbach, Heidenbach und eines auf den Karten nicht verzeichneten Bachlaufs von Marhördt herunter sind als Biotope geschützt. Auch im Offenland liegt ein großer Teil der so eingestuften Biotope im Nahbereich der Wasserläufe, zu denen etliche Quellbereiche, Nasswiesen, Streuwiesen und dergleichen zählen. Daneben stehen in der Flur viele Feldgehölze und -hecken unter Schutz.